# Улица Академика Киприанова
Улица Академика Киприанова (укр. Вулиця Академіка Кіпріанова) — улица в Святошинском районе города Киева, исторически сложившейся местности (жилой массив) Никольская Борщаговка. Пролегает от улицы Якуба Коласа до улицы Жмеринская.
Нет примыкающих улиц.

## История
Новая улица № 8 спроектирована в 1960-е годы. Застраивалась вместе с другими улицами нового жилого массива Никольская Борщаговка.
27 декабря 1971 года Новая улица № 8 жилого массива Никольская Борщаговка в Октябрьском районе была переименована в улицу Павла Пестеля — в честь декабриста, руководителя «Южного общества» Павла Ивановича Пестеля, согласно Решению исполнительного комитета Киевского городского Совета депутатов трудящихся № 2061 «Про наименование и переименование улиц г. Киева» («Про найменування та перейменування вулиць м. Києва»). Кроме того, в 1976 году Новокиевская улица в Советском районе была переименована в улицу Скомороская.
21 марта 1977 года улица Павла Пестеля в Ленинградском районе переименована из-за дублирования и получила современное название улица Академика Киприанова — в честь советского украинского химика и педагога Андрея Ивановича Киприанова, согласно Решению исполнительного комитета Киевского городского Совета депутатов трудящихся № 410 «Про упорядочивание наименований и переименований улиц и площадей г. Киева» («Про впорядкування найменувань та перейменувань вулиць і площ м. Києва»). В свою очередь, этим же решением была ликвидирована улица Академика Киприанова (до 1976 года — Курский переулок) в Железнодорожном районе в связи с перепланированием застройки города.

## Застройка
Улица пролегает в северо-западном направлении. Парная сторона улицы занята многоэтажной жилой застройкой и учреждениями обслуживания, непарная сторона относится к другим улицам и занята многоэтажной жилой застройкой и учреждениями обслуживания.
Учреждения:
1. дом № 4А — школа-детсад «Интел»